# 御所田通
御所田通（ごしょでんどおり）は京都市北区紫野東御所田町内を通る東西の道。油小路通東入から堀川通までのおよそ300m。並行して北から御所田上通（新町通から堀川通東入）、御所田北通、御所田北中通、御所田通、御所田南中通、御所田南通、御所田下通とおよそ50m間隔でならぶ。これらの通りは、1920年（大正9年）に京都市初の市営住宅として建設された「新町頭市営住宅」に伴い整備された。
住宅地の中の交通量の少ない通りである。

## 沿道の主な施設
- 京都市北区役所
- 京都教育大学附属京都小学校 いずれも御所田上通新町角

いずれも御所田通に面していない。
- 島津製作所紫野工場 堀川通
- 伝紫式部墓 堀川通